# 渡部大輔 (俳優)
渡部 大輔（わたべ だいすけ、1975年3月5日 - ）は、東京都出身の日本の俳優。
2時間ドラマで刑事役が多く船越英一郎、榎木孝明との共演が目立つ。

## 出演

### 2時間ドラマ
- 密会の宿4 謎の美少女と白い帽子の女・置き忘れた免許証が…（1988年、テレビ朝日、土曜ワイド劇場）
- おばさんデカ 桜乙女の事件帖「金曜エンタテイメント」（フジテレビ、2000年）
- おもろい夫婦事件帖「金曜エンタテイメント」（フジテレビ、2001年） - 宮川慎平 役
- 人間の証明2001「女と愛とミステリー」（テレビ東京、2001年）
- 北アルプス山岳救助隊・紫門一鬼シリーズ（2001年 - 、テレビ東京）
  - 北アルプス穂高連峰殺件人事（2001年3月7日）
  - 北アルプス白馬連峰殺人山行（2001年8月29日）
  - 北アルプス雪山殺人迷路（2002年2月6日）
- 火災調査官・紅蓮次郎シリーズ（2003年 - 、テレビ朝日、土曜ワイド劇場） - 火災調査官 役
  - 火災調査官・紅蓮次郎4（2004年10月9日）
  - 火災調査官・紅蓮次郎5（2005年11月5日）
  - 火災調査官・紅蓮次郎6（2006年4月22日）
  - 火災調査官・紅蓮次郎7（2007年1月13日）
  - 火災調査官・紅蓮次郎8（2008年1月26日）
  - 火災調査官・紅蓮次郎9（2009年4月25日）
- 篝警部補の事件簿シリーズ（テレビ東京、2003年 - ） - 榊原刑事 役
  - 富士六湖殺人水脈（2003年4月30日）
  - 八丈・金沢殺人水脈（2004年5月19日）
  - 浅間大滝殺人水脈 （2005年12月14日）
  - 古都鎌倉・奇跡の石殺人水脈（2008年4月16日）
- 旅行作家・茶屋次郎 2 長良川殺人事件（テレビ東京、2003年）
- 明智小五郎VS金田一耕助（2005年2月26日、テレビ朝日） - 亮子の恋人の警官 役
- 赤い月（2004年、テレビ東京） - 斉藤 役
- 捜し屋★諸星光介が走る!シリーズ（2005年 - ） - 今岡刑事 役

### 連続ドラマ
- 逃亡者 おりん（テレビ東京、2006年） - 刺客 役（ゲスト）

### 映画
- シュート!（1994年） - サッカー部員 役
- いつかA列車に乗って（2003年）
- 半次郎（2010年）